# Шенжи (Лоаре)
Шенжи (фр. Chaingy) насеље је и општина у централној Француској у региону Центар (регион), у департману Лоаре која припада префектури Орлеан.
По подацима из 2005. године у општини је живело 3227 становника, а густина насељености је износила 148.8 становника/km². Општина се простире на површини од 21,69 km². Налази се на средњој надморској висини од 110 метара (максималној 124 m, а минималној 82 m).

## Демографија
| 1962. | 1968. | 1975. | 1982. | 1990. | 1999. | 2011. |
| ----- | ----- | ----- | ----- | ----- | ----- | ----- |
| 1.466 | 1.574 | 1.896 | 2.562 | 2.641 | 2.859 | 3.545 |

График промене броја становника у току последњих година